# Street Sweeper Social Club
Gli Street Sweeper Social Club sono un supergruppo rap rock statunitense, fondato nel 2006 a Los Angeles. La band è composta dal chitarrista Tom Morello dei Rage Against the Machine e Audioslave ed il cantante MC Boots Riley dei the Coup.

## Formazione
Membri ufficiali
- Boots Riley - voce solista
- Tom Morello - chitarra, basso

Musicisti dal vivo
- Carl Restivo - chitarra
- Dave Gibbs - basso
- Eric Gardner - batteria, percussioni

Altri musicisti
- Stanton Moore - batteria (in Street Sweeper Social Club (album))

## Discografia
- 2009 - Street Sweeper Social Club
- 2010 - The Ghetto Blaster EP